# マリーノ・ファリエロ

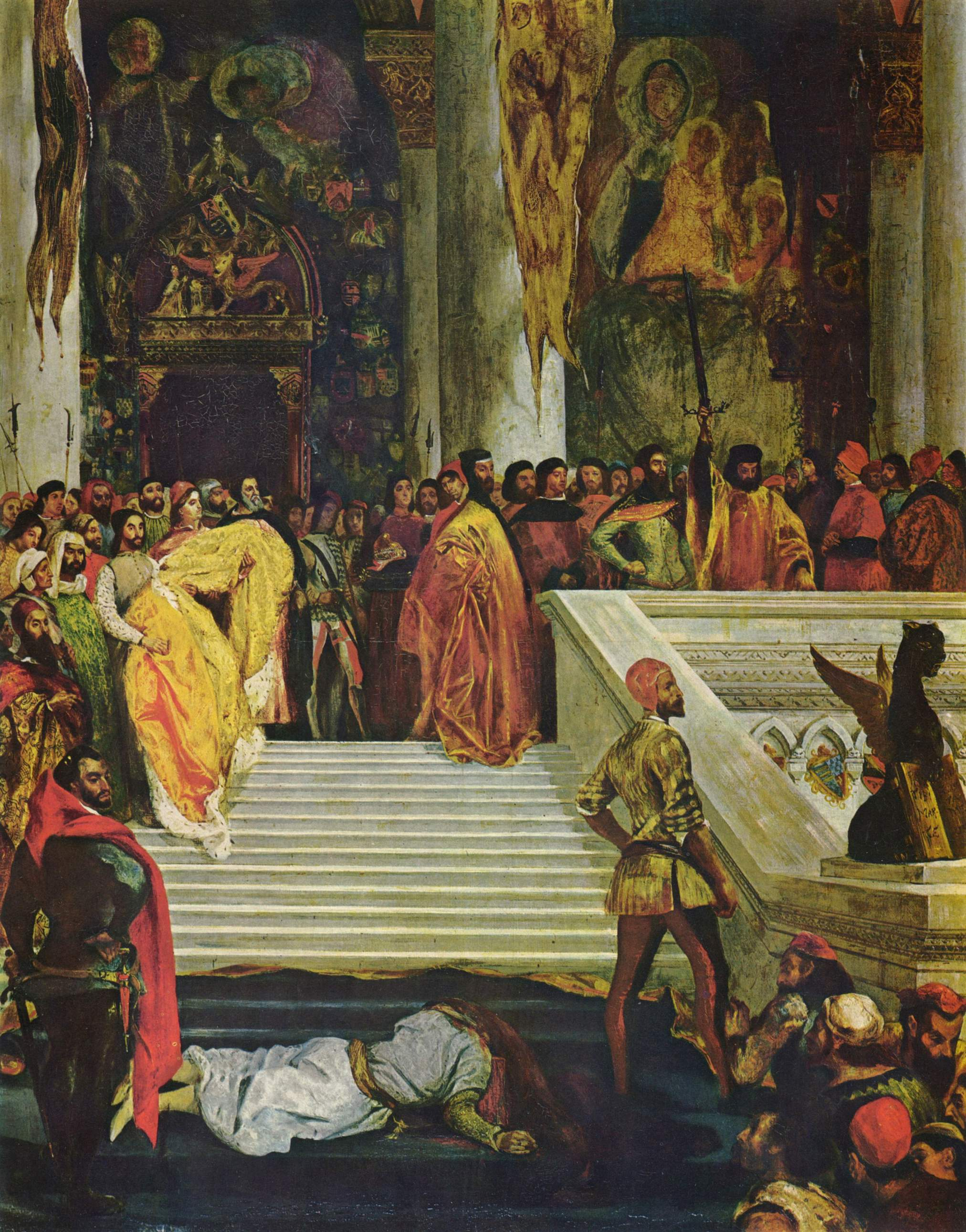
マリーノ・ファリエロの処刑、ウジェーヌ・ドラクロワ画、1827年

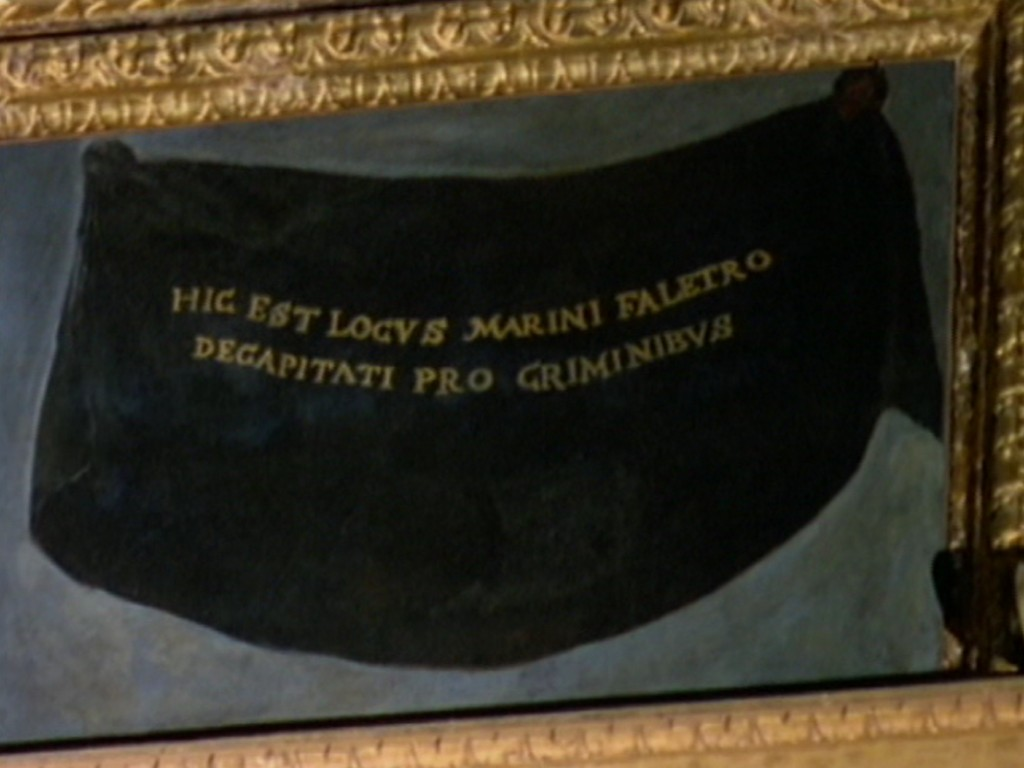
ドゥカーレ宮殿の大評議会の間で肖像画の代わりに描かれた黒いバナー。ラテン語で「ここはマリーノ・ファリエロのスペースで、犯罪によって斬首された」と書かれている。

マリーノ・ファリエロ （Marino Faliero, 1285年 - 1355年4月17日）は、ヴェネツィアの第55代元首（ドージェ）。マリーン・ファリエル（Marin Falier）とも呼ばれる。1354年9月に元首となった。
マリーノは、1355年に自身が世襲君主となるべくクーデターを計画した。ヴェネツィア貴族への強い憎しみと、自身の年齢に由来する思考能力の低下（マリーノは当時70歳だった）により、失敗の見える行動を起こしたとみなされた。彼は自身の全ての罪を弁護し、処刑され、死後に四肢を切り刻まれた。他に10人の協力者が、処刑された後ドゥカーレ宮殿の外に吊された。
彼は記録抹殺刑に処せられ、初代元首から第76代アントニオ・グリマーニまでの元首の肖像が飾られる宮殿内には彼のものはない。（元首の肖像が飾られているエリアの一角に、肖像画の代わりに黒いバナーが描かれている箇所があり、そこがマリーノ・ファリエロの場所である）

## フィクションの中のファリエロ
バイロンが、彼を主人公に戯曲『マリーノ・ファリエロ』（1820年）を書いた。それを題材に作曲家ガエターノ・ドニゼッティはオペラ『マリーノ・ファリエロ』を作曲し、1835年パリで初演された。

## 関連書籍
- 塩野七生『海の都の物語　ヴェネツィア共和国の一千年』中央公論社、1980
- 永井三明『ヴェネツィアの歴史 共和国の残照』 (刀水歴史全書）刀水書房, 2004.5
- 中平希『ヴェネツィアの歴史 海と陸の共和国』 (創元世界史ライブラリー) 創元社, 2018.3